# Southwest Research Institute

Logotipo

O Southwesr Research Institute, Baseado na cidade de San Antonio, Texas, é uma  organização de R&D norte-americana. Foi fundada em 1947, por Thomas Slick Jr.